# Jan Jakub Zamoyski
Jan Jakub Zamoyski zwany Łaskawym herbu Jelita (ur. 22 lipca 1716, zm. 10 lutego 1790) – wojewoda podolski od 1770, starosta lubelski w latach 1742–1774, starosta rostocki, IX Ordynat Ordynacji Zamojskiej. 

## Życiorys
Syn Michała Zdzisława Zamoyskiego i Anny Działyńskiej. W 1745 poślubił Ludwikę Marię Poniatowską, z którą miał córkę Urszulę. 
W 1739 założył pod Warszawą jurydykę Ordynacką.
W 1744 roku wybrany posłem chełmskim na sejm. Był posłem województwa czernihowskiego na sejm 1746 roku. Poseł województwa lubelskiego na sejm 1750 roku. Konsyliarz konfederacji Czartoryskich w 1764 roku, poseł na sejm konwokacyjny (1764) z województwa lubelskiego. Był elektorem Stanisława Augusta Poniatowskiego w 1764 roku z województwa lubelskiego i posłem lubelskim na sejm elekcyjny.
Fundował kościół i klasztor Trynitarzy w Beresteczku.

## Odznaczenia
8 maja 1768 odznaczony Orderem Orła Białego.